# 韩文藻
韩文藻（1923年9月—2006年2月3日），男，汉族，上海人，中国基督教人物、政治人物，中国基督教协会会长，中国宗教界和平委员会副主席兼秘书长，江苏省政协副主席，第七、八、九届全国政协委员。